# Solemnidad de Jesucristo, Rey del Universo
La solemnidad de Jesucristo, Rey del Universo, es una celebración litúrgica de la Iglesia católica, en grado de solemnidad, que tiene lugar el último domingo del año litúrgico del rito romano. Por lo tanto, su fecha varía oscilando entre los días 20 y 26 de noviembre. La celebración fue originalmente establecida como fiesta de Cristo Rey.

## Historia
La celebración fue originalmente establecida como fiesta de Cristo Rey por el papa Pío XI el día 11 de diciembre de 1925 a través de su encíclica Quas Primas, en el contexto de un año jubilar ordinario y del XVI centenario del I Concilio Ecuménico de Nicea (que definió y proclamó el dogma de la consubstancialidad del Hijo Unigénito con el Padre, además de incluir las palabras...y su reino no tendrá fin, en el Símbolo o "Credo Apostólico", promulgando así la real dignidad de Cristo) estableciendo para su celebración el último domingo de octubre, es decir el inmediatamente anterior al día de Todos los Santos (1 de noviembre).
En la encíclica Quas Primas se establecía que esta fiesta debía enseñar a las naciones que: 

«el deber de adorar públicamente y obedecer a Jesucristo no solo obliga a los particulares, sino también a los magistrados y gobernantes»

Añadiendo, además, que:

«su regia dignidad exige que la sociedad entera se ajuste a los mandamientos divinos y a los principios cristianos, ora al establecer las leyes, ora al administrar justicia, ora finalmente al formar las almas de los jóvenes en la sana doctrina y en la rectitud de costumbres.»

Tras el Concilio Vaticano II y la reforma litúrgica de Pablo VI en 1969, la fiesta cambia de significado y de nombre, llamándose Solemnidad de Jesucristo, Rey del Universo, y pasando a celebrarse al último domingo del Año litúrgico del rito romano. Pero los católicos tradicionalistas siguen usando el antiguo calendario del rito romano.
El sacerdote catalán José Gras y Granollers, preceptor de los hijos de los marqueses de Peñaflor y fundador de las Hijas de Cristo Rey, celebró en la parroquia de Santa María de Écija un triduo solemne a la Realeza de Cristo, siendo este el primer culto público en el mundo que se realizó en honor a Cristo Rey.[cita requerida]

## Monumentos

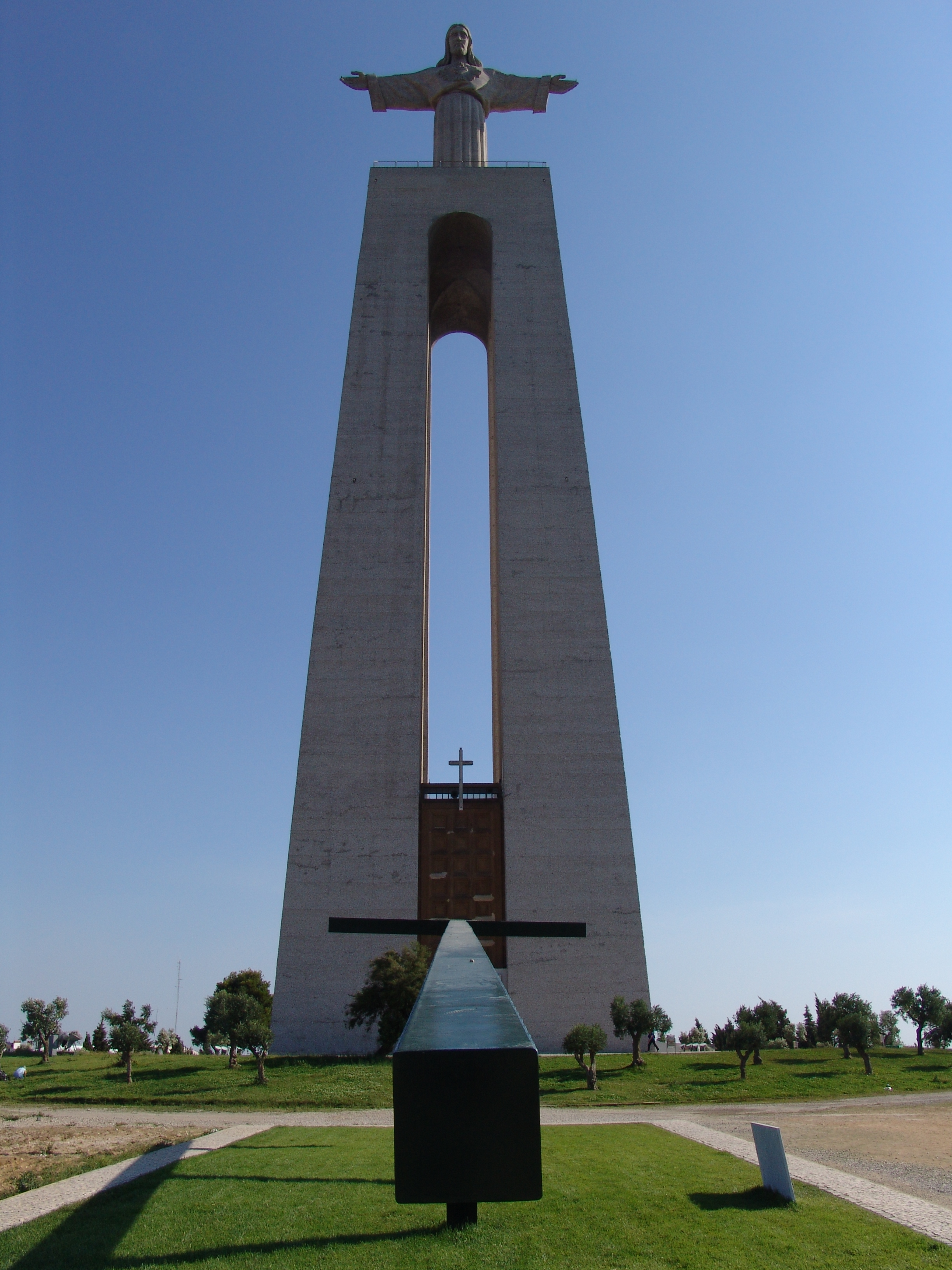
Monumento a Cristo Rey en Almada, Portugal

Inmediatamente a la institución de la festividad, numerosos pueblos y ciudades del mundo católico levantaron monumentos en honor a Cristo Rey. 